# Президент Германской Демократической Республики
Президе́нт ГДР (Präsident der DDR) — должность главы государства в ГДР в 1949-1960 и 1990 гг.

## Компетенция
- высшее представительство ГДР;
- принятие присяги членов Правительства ГДР;
- обнародование законов;
- заключение и подписание международных договоров;
- аккредитация и принятие послов и посланников;
- по рекомендации Народной Палаты объявление помилования[1].

Приказы (Anordnung) и распоряжения (Verfügungen) Президента ГДР вступали в силу после подписания премьер-министром и одним из министров.

## Избрание
Избирался на совместном заседании Палаты Земель и Народной Палаты сроком на 4 года. Президентом ГДР мог быть избран любой гражданин старше 35 лет.

## Присяга
Приносил присягу на совместном заседании Палаты Земель и Народной Палаты: «Я клянусь, что буду посвящать свои усилия на благо немецкого народа, защищать Конституцию и законы республики, выполнять свои обязанности добросовестно и при полном соответствии с законом». 

## Смещение
Президент мог быть смещён совместным решением Палаты Земель и Народной Палаты большинством в две трети голосов (Конституция ГДР, статья 103).  

## Замещение
Президент ГДР замещался Председателем Народной Палаты. 

## История
11 октября 1949 года первым и единственным Президентом ГДР был избран один из двух Председателей СЕПГ — Вильгельм Пик, в 1953 и 1957 году он был переизбран соответственно на второй и третий срок, после его смерти в 1960 году должность Президента ГДР была упразднена. Восстановлена в 1990 году, но президент не был избран. 

## Обеспечение деятельности Президента ГДР
Материально-техническое обеспечение деятельности Президента ГДР осуществляла Канцелярия Президента ГДР (Amt des Präsidenten der DDR). 

## Резиденция
Резиденцией президента ГДР являлся Дворец Шёнхаузен.

## Список президентов
- Иоганнес Дикман 7 октября 1949 — 11 октября 1949 (и. о.)
- Вильгельм Пик 11 октября 1949 — 7 сентября 1960 (умер, находясь в должности)
- Иоганнес Дикман 7 сентября 1960 — 12 сентября 1960 (и. о.)
- Сабина Бергман-Поль 5 апреля — 2 октября 1990 (и. о.)